# The Final Countdown Tour 1986 (album)
The Final Countdown Tour 1986 – album koncertowy zespołu Europe, wydany w 2004 roku. Zawierał piosenki z koncertu w Solnie, który odbył się w dniach 25–26 maja 1986.

## Lista utworów
1. "The Final Countdown"
2. "Ninja"
3. "Carrie"
4. "On the Loose"
5. "Cherokee"
6. "Time Has Come"
7. "Open Your Heart"
8. "Stormwind"
9. "Rock the Night"

## Skład zespołu
- Joey Tempest – wokal, gitara akustyczna
- John Norum – gitary, wokal wspierający
- John Levén – gitara basowa
- Mic Michaeli – instrumenty klawiszowe, wokal wspierający
- Ian Haugland – perkusja, wokal wspierający